# 斯魯森 (斯德哥爾摩)

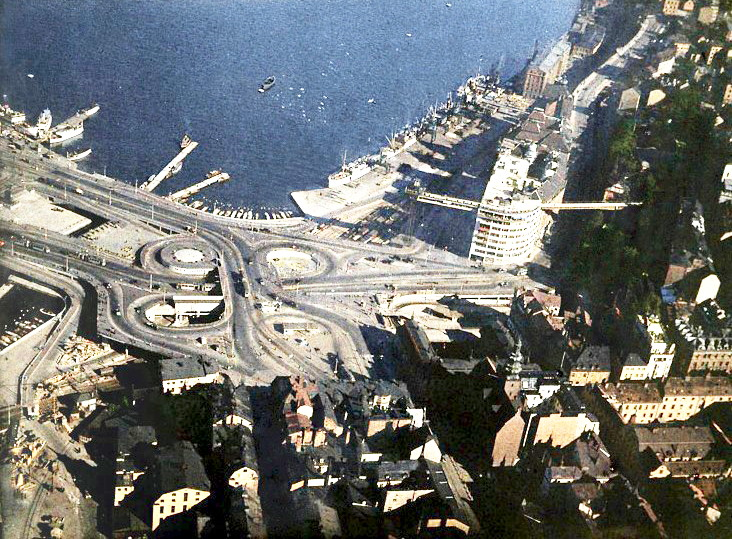
1936年的斯魯森地區

斯魯森（瑞典語：Slussen）或譯斯卢森，是瑞典首都斯德哥爾摩都心南側的一個地區，介於南邊的南島和北邊的老城中間。地名來源是取自一座聯絡梅拉倫湖與波羅的海的船閘（瑞典語稱作）。
目前斯魯森是斯德哥爾摩的一處交通樞紐，擁有一座醒目的苜蓿葉型交流道及附屬的行人通道。斯德哥爾摩地鐵紅線與綠線在此設有斯魯森站，為全地鐵路網中進出人次第二高的地鐵站。巴士總站、薩爾特舍巴登鐵路站及動物園島渡輪也都是此地的交通設施。
59°19′16″N 18°04′19″E / 59.32111°N 18.07194°E